# Motocross Championship
Motocross Championship är ett motocrossspel till Sega 32X. Spelet släpptes 1994 i Nordamerika och Europa.

### Fotnoter
1. ↑  ”Motocross Championship” (på engelska). Mobygames. 11 mars 1994. http://www.mobygames.com/game/sega-32x/motocross-championship. Läst 5 juni 2014.